# Galleria Suceava
Galleria Suceava a fost un centru comercial din municipiul Suceava, deschis la data de 27 martie 2009.
Este situat la intrarea dinspre Fălticeni a orașului Suceava, la intersecția între bulevardele 1 Decembrie 1918 și Sofia Vicoveanca, lângă DN2 (E85), în imediata vecinătate a cartierului Obcini. Are o suprafață construită de 15.000 de metri pătrați, dintre care 10.700 de metri pătrați suprafață închiriabilă (GLA), fiind dezvoltat pe două niveluri. Mall-ul dispune de 270 de locuri de parcare atât la suprafață, cât și în subteran. Investiția pentru construcția centrului comercial a fost de 25 de milioane de euro.
În anul 2013, GTC România a vândut Galleria Suceava pentru suma de 800 de euro. Compania nu a reușit să impună conceptul Galleria în Suceava, oraș în care funcționează două centre comerciale de dimensiuni mult mai mari – Iulius Mall Suceava și Shopping City Suceava – care au atras cea mai mare parte a retailerilor.
A fost desființat si înlocuit de Primagra Center.